# 珀蒂蒙
珀蒂蒙（法語：Petitmont，法語發音：[pətimɔ̃]）是法国默尔特-摩泽尔省的一个市镇，属于吕内维尔区。

## 地理
珀蒂蒙（48°33'26"N, 6°57'24"E）面积17.6 平方千米，位于法国大東部大區默尔特-摩泽尔省，该省份为法国东北部内陆省份，是洛林的一部分，北邻比利时、卢森堡，北起顺时针与摩泽尔省、下莱茵省、孚日省和默兹省接壤。
与珀蒂蒙接壤的市镇（或旧市镇、城区）包括：沃祖兹河畔锡雷、阿尔布埃、帕吕、圣索沃尔、瓦勒和沙蒂永。

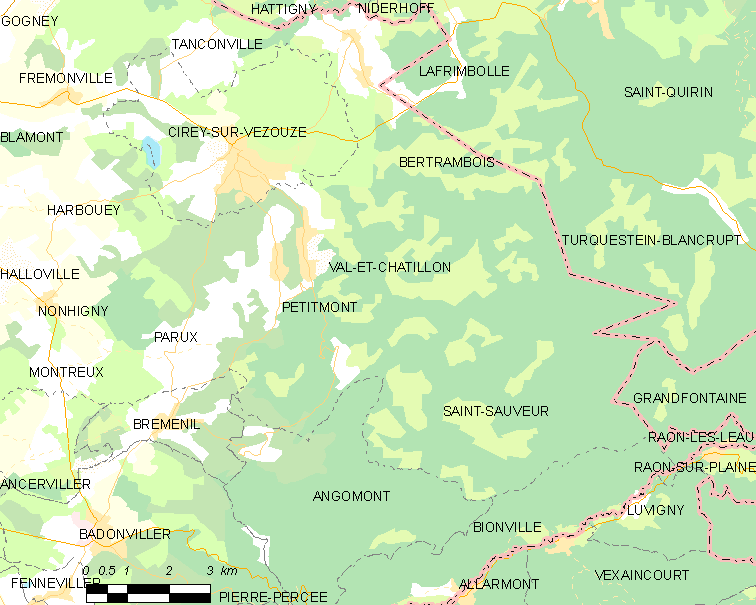
珀蒂蒙的OSM定位图

珀蒂蒙的时区为UTC+01:00、UTC+02:00（夏令时）。

## 行政
珀蒂蒙的邮政编码为54480，INSEE市镇编码为54421。

## 政治
珀蒂蒙所属的省级选区为巴卡拉县。

## 人口

1962-2008年间珀蒂蒙人口变化图示

珀蒂蒙于2022年1月1日时的人口数量为307人。